# Über die vierfache Wurzel des Satzes vom zureichenden Grunde
Über die vierfache Wurzel des Satzes vom zureichenden Grunde ("Om den fyrfaldiga roten till satsen om den tillräckliga grunden") är filosofen Arthur Schopenhauers doktorsavhandling från 1813.
Avhandlingen trycktes som bok i 500 exemplar, men större delen av upplagan makulerades. Schopenhauer bearbetade avhandlingen 1847, och det är denna senare upplaga som man nu brukar hålla sig till.
I avhandlingen vill Schopenhauer visa att det finns fyra olika typer av orsaker:
1. orsaksförklaringar i fysiken
2. förklaringar som vi gör när vi hänvisar till något i vår erfarenhet
3. matematiska samband
4. personliga motiv